# Poste Air Cargo
Poste Air Cargo (in precedenza Mistral Air) è un operatore aereo italiano attivo nel trasporto merci e posta, che in passato ha effettuato anche servizi charter a corto e medio raggio.
Dal novembre 2014 è certificata secondo lo standard IOSA e, dal 2016, è membro dell’IATA.

## Storia
La compagnia nacque dalla grande passione per il volo dell’attore Bud Spencer (Carlo Pedersoli), maturata dopo aver pilotato un aereo da turismo nel film del 1972 (...più forte ragazzi!). Tale passione lo spinse a conseguire il brevetto di pilota privato e a fondare, nell'estate del 1981, la società. Dopo alcuni anni dedicati esclusivamente a voli privati – ad esempio un bimotore Grumman Gulfstream G-159 effettuava collegamenti irregolari per Lampedusa e Pantelleria – la trasformazione in vera compagnia aerea avvenne nel 1984, con l’avvio delle attività nel settore merci.

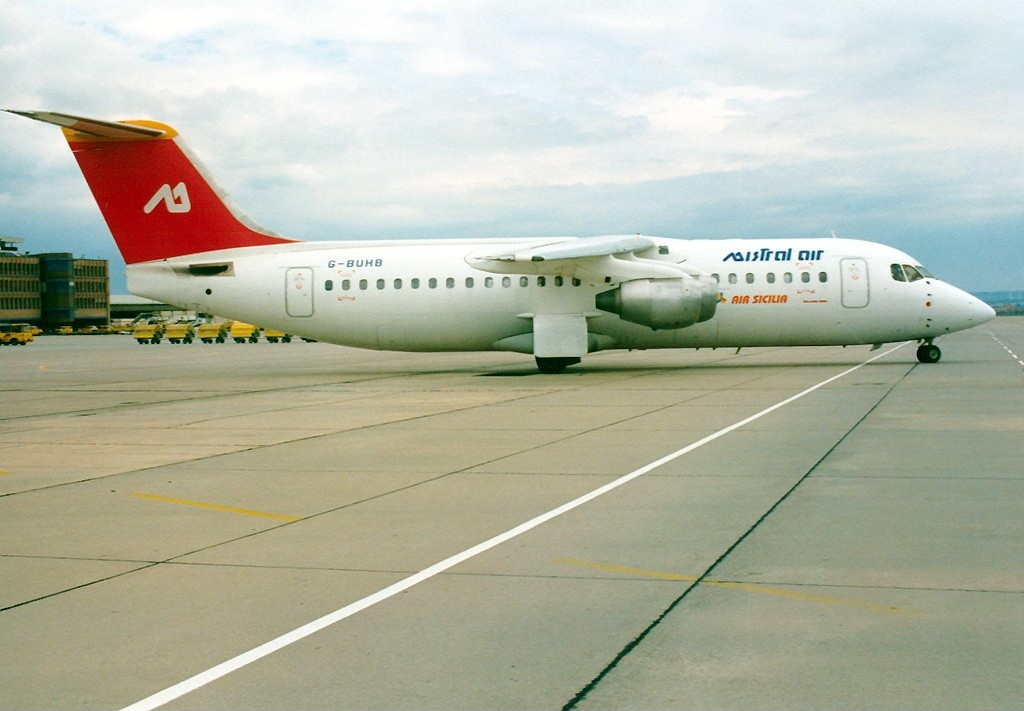
Un Bae146 di Mistral Air nel 1994.

Successivamente, Mistral Air si dotò di altri aerei, in particolare BAe 146, con cui iniziò a operare voli a medio raggio per conto della compagnia olandese TNT. All’inizio degli anni ’90, Bud Spencer cedette la società, interamente e a titolo gratuito, a TNT: la gestione era divenuta troppo impegnativa per essere sostenuta personalmente da Pedersoli e la cessione permise all’azienda di proseguire nella sua crescita. Nell’estate del 1994 iniziarono i voli charter passeggeri con bireattori Boeing 737.
Nel 2002, TNT vendette la maggioranza dell'impresa a Poste Italiane, che ne divennero azionista unico nel 2005. Dal 2010, Mistral Air ha partecipato al Programma Internazionale EMMS di International Post Corporation.
Nel dicembre 2017 fu licenziato il 50% dei piloti dei Boeing 737, ma nel novembre 2018 i lavoratori vennero reintegrati a seguito di una sentenza del Tribunale di Napoli. Nell’estate dello stesso anno, terminarono comunque le attività passeggeri e la compagnia si concentrò esclusivamente sul trasporto di merci e posta. Nel mese di luglio furono anche aboliti i collegamenti verso Lampedusa e Pantelleria.
Il 1º ottobre 2019, la proprietà decise di cambiare la ragione sociale in Poste Air Cargo, chiudendo con il passato e con il nome originario attribuito dal fondatore.

## Flotta

### Flotta attuale

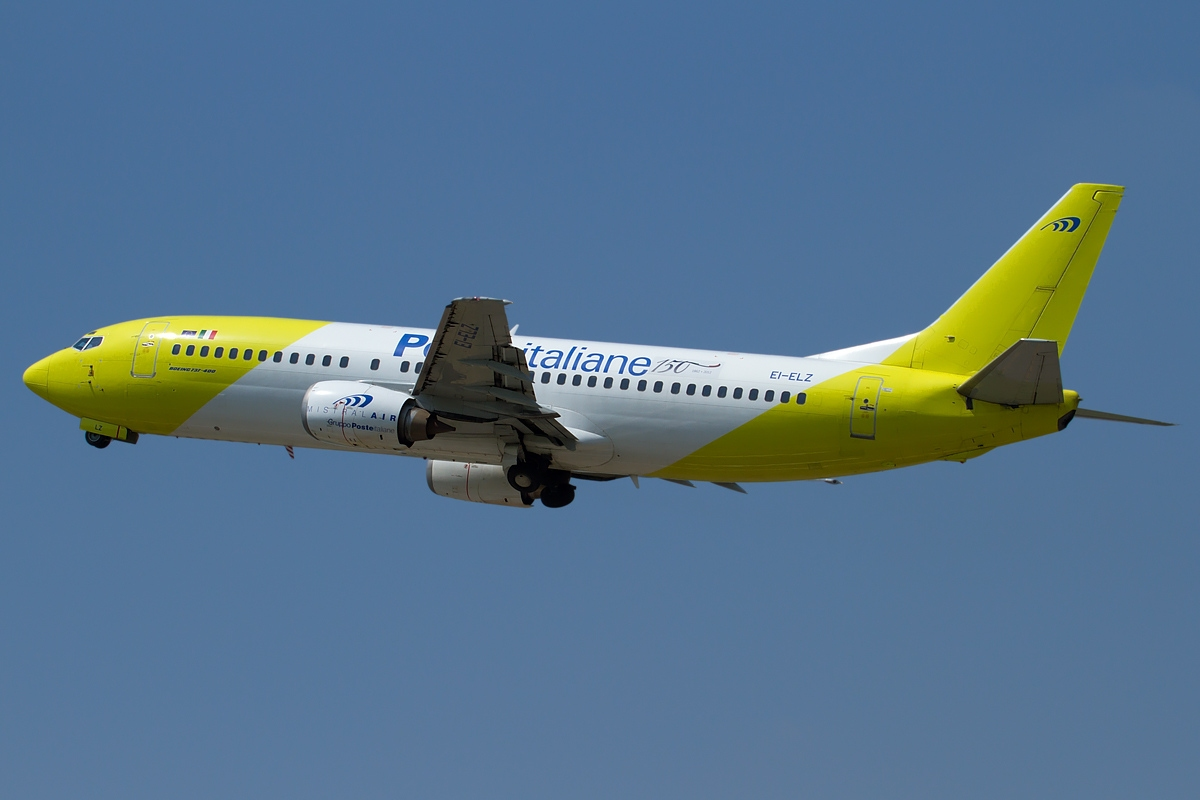
Un Boeing 737-400(SF) di Poste Air Cargo.

A luglio 2025 la flotta di Poste Air Cargo è così composta:

### Flotta storica

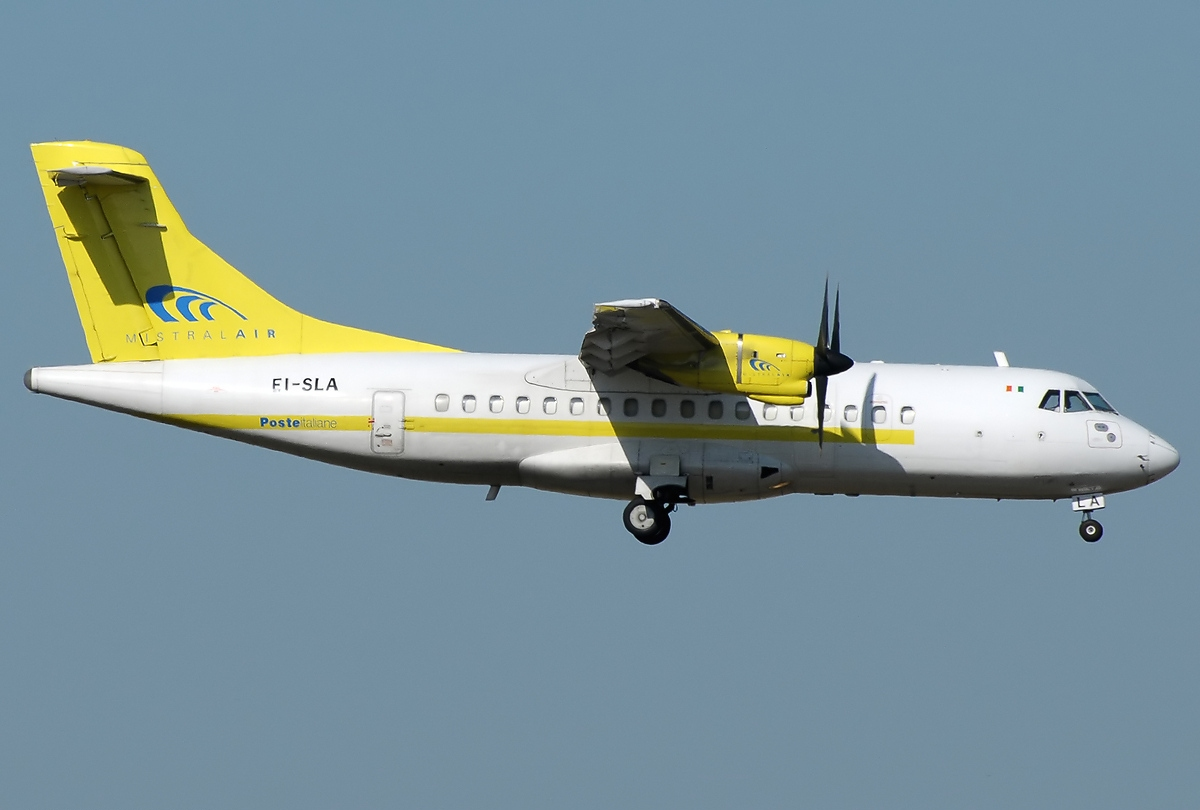
Un ATR 42-300(F) di Mistral Air.

Poste Air Cargo (in precedenza Mistral Air) operava con i seguenti aerei: